# Нокс, Роберт (мореплаватель)
Роберт Нокс (англ. Robert Knox; 8 февраля 1641 — 19 июня 1720) — английский мореплаватель, капитан дальнего плавания на службе Британской Ост-Индской компании. Он был сыном другого морского капитана, которого также звали Роберт Нокс.
Родившись в Тауэр-Хилл в Лондоне, молодой Нокс провёл большую часть своего детства в графстве Суррей и учился у Джеймса Флитвуда, позже ставшего епископом Винчестера. Он присоединился к команде своего отца на корабле Anne и отправился в своё первое путешествие в Индию в 1655 году, в возрасте 14 лет, вернувшись в Англию в 1657 году. В том же году Оливер Кромвель издал устав о предоставлении Ост-Индской компании монополии на Восточную торговлю, что вынудило Нокса-старшего и его команду поступить на службу в Компанию.
Оба Нокса отплыл в Персию в январе 1658 года. Их корабль лишился мачты во время шторма 19 ноября 1659 года, что вынудило их высадиться на берег в Цейлоне (ныне Шри-Ланка). Корабль был конфискован, и шестнадцать членов команды, в том числе Ноксы, были взяты в плен войсками правителя государства Канди, Раджасинкхой II. Старший Нокс нечаянно разозлил царя несоблюдением установленных и ожидаемых к исполнению формальностей и имел несчастье сделать это в период напряжённости в отношениях между королём и некоторыми европейскими державами. Хотя команде было запрещено покидать королевство, к ним относились довольно снисходительно; младший Нокс смог работать фермером, ростовщиком и коробейником. Оба сильно страдали от малярии, и старший Нокс умер в феврале 1661 года после продолжительной болезни.
Роберт Нокс в конечном итоге сбежал вместе с одним моряком из команды, Стивеном Ратлендом, после девятнадцати лет плена. Двое мужчин сумели добраться до Ариппу, голландского форта на северо-западном побережье острова. Голландцы долго допрашивали Нокса и перевезли его в Батавию (ныне Джакарта) в Голландской Ост-Индии, откуда он смог вернуться домой на английском судне Caesar. Он вернулся в Лондон в сентябре 1680 года.
Во время путешествия домой Нокс написал работу An Historical Relation of the Island Ceylon на основе сведений, почерпнутых им в период пребывания на Цейлоне, которая была опубликована в 1681 году. Книга содержала гравюры, изображающие жителей, их обычаи и методы ведения сельского хозяйства. Она привлекла широкий интерес в то время и сделала Нокса всемирно известным, отчасти повлиявшим на созданием Даниэлем Дефо «Робинзона Крузо», а также привела к дружбе с Робертом Гуком в Королевском обществе. Этот один из самых ранних и самых подробных европейских источников о жизни на Цейлоне до нынешнего времени рассматривается как важный труд о состоянии острова в XVII веке.
Нокс продолжал работать на Ост-Индскую компанию в течение тринадцати лет после своего возвращения с Востока, был капитаном судна Tonqueen Merchant, на котором совершил ещё четыре плавания на Восток. Он, однако, достиг лишь временного благополучия и вскоре поссорился с руководством компании, которое в конечном итоге уволило его в 1694 году. Четыре года спустя он стал владельцем собственного торгового судна, Mary, но предприятие не удалось.
Он навсегда вернулся в Англию в 1701 году и последние годы жизни потратил на написание заметок о Цейлоне и его жизни.